# Подла-Гура
Подла-Гура (пол. Podła Góra, нім. Steinbach) — село в Польщі, у гміні Скомпе Свебодзінського повіту Любуського воєводства.
Населення — 176 осіб (2011).
У 1975-1998 роках село належало до Зеленогурського воєводства.

## Демографія
Демографічна структура станом на 31 березня 2011 року:
|          | Загалом | Допрацездатний вік | Працездатний вік | Постпрацездатний вік |
| -------- | ------- | ------------------ | ---------------- | -------------------- |
| Чоловіки | 89      | 26                 | 59               | 4                    |
| Жінки    | 87      | 20                 | 44               | 23                   |
| Разом    | 176     | 46                 | 103              | 27                   |